# Барска кашика
Барска кашика је кашика са дугачком дршком која се користи за припремање и мешање коктела и других алкохолних и безалкохолних мешаних пића. Дугачка дршка омогућава јој да дође до дна најдубљих чаша у којима се припремају и сервирају пића. Барска кашика може држати до 5 ml течности, по чему је слична кашичици за чај. Њена дршка је обично дуга између 25 и 27 cm.

## Употреба
Осим за мешање пића, барска кашика служи и за додавање састојака који су потребни у малим количинама. Њом се такође могу разбијати чврсти састојци или јести делови воћа који се налазе у пићу. 

## Варијанте
Барске кашике праве се од различитих материјала, најчешће од пластике, метала и нерђајућег челика.
Често се прави са спиралном дршком, која је погодна за мешање пића јер се лако окреће између прстију.
Барска кашика може имати различите додатке на врху дршке, најчешће у облику диска или чекића који омогућавају разбијање чврстих састојака у пићу, или у облику виљушке, који омогућава узимање маслина, трешања и другог воћа из пића.